# Stensfors bruk

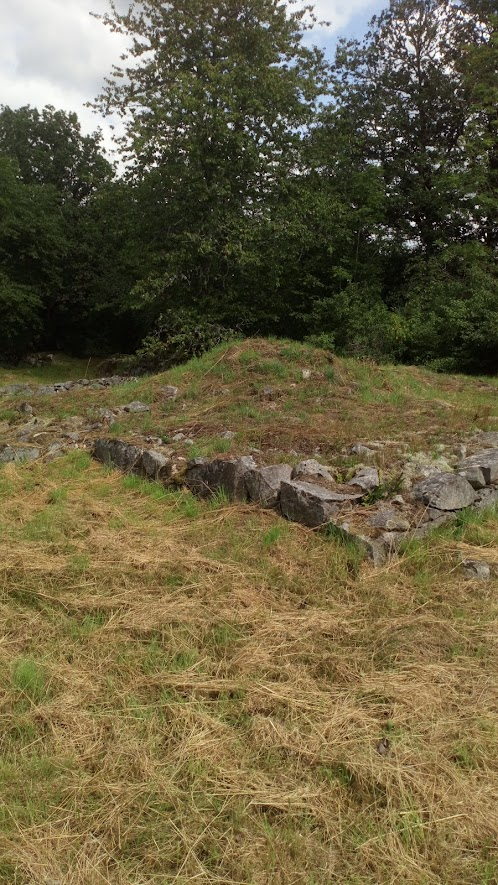
Husgrund efter affärs och bostadshus på Stenfors.

Stenfors var ett järnbruk i Tingsås socken, Tingsryds kommun 1788-1906 därefter tråindustri och herrgård med vårdhem från 1959. Herrgårdsbyggnaden brann 1997 och platsen har mest ruiner idag med undantag av kvarn, spannmålsmagasin och bränneribyggnad. Ägarna till bruket har varit många och det har också de olika industrierna på platsen varit.

## Historia
Några hundra meter söder om Bräkneåns utlopp från sjön Tiken anlades på 1600-talet ett järnbruk. Historien började på andra sidan Tingsryd, vid säteriet Ekeryd, där Paul Rudebäck 1679-1680 startade ett järnbruk Ekefors. Masugnen som framställde tackjärnet fanns i utkanten av nuvarande Tingsryd. Vid Ekefors var vattentillgången begränsande för produktionen och räckte inte till hammarsmide.År 1688 flyttades hammaren till Rudebäcks hemman Bräken, och kallades därefter Bräkne hammer. Järnbruket vid Stenfors startades alltså 1688 av Paul Rudebeck. Den sjömalm man använde höll inte högsta kvalitet och Bräknens hammare fick dåligt rykte och namnet sammankopplades med bräckt järn. Därför tillkom namnet Stensfors 1748. Ursprungligen var bruket samordnat med en masugn i Ekefors, Väckelsångs socken. 1748 anknöt sig Stenfors bruk till Örmo bruk som hade startats 1742 och var anknutit till Örmo i Södra Sandsjö socken fram till 1846. 1748 började en framgångsrik och expansiv period. Tackjärnet som producerades i Örmo masugn transporterades till hammaren i Stenfors för förädling till smidbart järn. Det rödglödgade järnet placerades på städet. Sedan släpptes vattnet på och stånghammaren bearbetade det rödglödgade järnet. Då minskades kolhalten i järnet och det blev segare och smidigare och kunde smedjas. Den större järnklumpen delades i mindre bitar och bearbetades sedan vidare av en så kallad räckhammaren till stångjärn. Den största delen av stångjärnet såldes direkt som stångjärn, men en mindre del vidareförädlades vid Stenfors till varor som spik, hästskor, båtshakar, yxor, hjulringar, plogbillar. Dessa varor försåldes i brukets nära omgivningar. Stångjärnet exporterades från Blekinges hamnar för transport till utlandet eller Stockholm.
År 1802 uppfördes en mangårdsbyggnad av typ herrgård söder om bruket. På 1800-talet växte verksamheten. 1856 uppfördes en ny stångjärnssmedja och 1863 tillkom en mekanisk verkstad. På området byggdes en stor kolbod, arbetarbostäder och ett bryggeri. Stångjärnssmedjan lades ner omkring 1890-talet. 1894 byggdes en bobinfabrik för tillverkning av trådrullar ungefär på samma plats. Bobinfabriken blev kortvarig och ersattes av ångsåg och en lådfabrik, som i sin tur ersattes av tillverkning av stavar till tunnor av bok. Industriepoken vid Stenfors bruk tog definitivt slut på 1910-talet, då också byggnaderna började rivas.
Denna låg vid det första fallet i ån. Den mekaniska verkstaden låg vid mellersta fallet i Bräkneån som förr var betydligt kraftigare genom en hålldamm norr om vägen, där rester av dammen alltjämt är skönjbara. Här uppfördes redan under brukets första tid, redan på 1830-talet en så kallad kneipp- och spiksmedja, där spik och bruksföremål av skilda slag framställdes.
1841 efter grosshandlare Westmans död utbjöds bruket till försäljning,1845 bjöds Stenfors bruk och Örmo bruk åter ut samtidigt på exekutiv auktion. Örmo köptes 1846 av Frans Henrik Kockum. Därmed skildes de tidigare förenade bruken åt, då Stenfors köptes 1846 av löjtnant Gustaf Kjellson. Han lät bygga om hammaren till en mekanisk verkstad, Vidare anlades en kupolugn för att kunna producera gjutgods. Produktionen var inriktad på spisar och ugnar jämte jordbruksredskap, främst tröskverk och hästräfsor. Verksamheten fick ny fart på 1890-talet men driften upphörde troligen vid sekelskiftet. 1906 var järnbrukstiden över för Stenfors bruk. Träindustrin vid den gamla stångjärnshammaren fortsatte verksamheten till 1917. 2023 är all verksamhet nedlagd och endast ruiner kvarstår. Smedsstugubyggnaderna revs 1946. Herrgården stall och ladugård är rivna. Den 1802 uppförda bruksherrgården fanns kvar till 1997 då den eldhärdades. Gamla spannmålsmagasinet är den enda av herrgårdsbyggnaderna som finns kvar. Ruinen efter herrgården är avlägsnad och en ny fastighet har byggts på den gamla tomten. Det fanns även en kvarn vid Bräkneån, som var i bruk ända fram till 1950.

## Ägarlängd
- Paul Rudebeck d. ä som var född 1632 lät uppföra Bräkne Hammare och ägde hammaren 1679-1687
- Paul Rudebäck d.y 1687-1711 kanske tillsammans med bodern Peter Rudebeck. Peter Rudebeck är mest känd för sin bok ”Småländska Antiquiteter” som "bevisar" Värends kulturella storhet.
- Paul Rudebäck d.y dödsbo 1711-1715 som hade Peter Tollbom som förvaltare från 1711. Tollbom var inte skicklig i att leda bruket och enda minnet av honom är en backe inne i Tingsryd som döpts till Tollbommalien.
- Gustaf Berghman 1715-1735 Rudebäcks svärson
- Änkefru Christina Bergman, född Rudebeck 1735-1736
- Kompanjonerna Peter Strandberg och Johan Henrik Groth 1736-1743
- Brukspatron Peter Strandberg 1743-1747. Strandberg som ensam ägare satte fart på bruket från 1743. Han låter anlägga Örmo Bruk vars masugn står färdig 1744 och han såg till att ändra namnet till Stenfors då Bräken var förknippat med uselt bräckt järn.
- Brukspatron Jacob Norman 1747-1765.
- Brukspatronerna Karl Gustaf Kjellberg och Kristian Montan i kompanjonskap 1765-1772
- Jägmästare Th Ahlberg i kompanjonskap med kapten Karl Villhelm Camberg 1772-1775
- Bergmästare J D Chistiernin 1775-1779
- Brukspatron JA Ekelund 1779-1783
- Brukspatron CA Sylvan (måg till Ekelund) 1783-1791
- Kapten Jacob Kjellberg 1791-1794
- Brukspatron Mathias Juhlin 1794-1814
- Brukspatron Pehr Juhlin 1814-1824
- Brukspatron Johan Daniel Husberg 1824
- Grosshandlare G Meyer 1824-1835
- Fabrikör och grosshandlare H F Westman 1835-1841 då han avled 1841. Bruken annonserades ut på auktion 1841 men först 1845 såldes Stenfors och Örmo på exekutiv auktion.[8] Då splittras Stenfors och Örmo på två olika ägare.
- Löjtnant Gustaf Kjellsson 1845- 1867. Då han blev ägare 1845 fick han bruket att blomstra en sista gång. Bruket satsade på en mer vidgad produktion av produkter.
- Gustaf Kjellssons arvingar 1867-1874.
- Godsägare GP Stenlund 1874 -? Han säljer Stenfors okänt år till brukspatron V Johansson som går i konkurs och GP Stenlund tvingas återköpa bruket.
- Godsägare Hans Gillius Hullegaard 1887
- Fru Matilda Hansson 1887-1906.[9]
- Major Ludvig Broomé 1906[10]-1912[11] Köpesumma 160 000 kr.
- Major Aaby Ericsson Gåfvetorp 1912- 1916 blir ny ägare till Stenfors bruk efter att han köpt Stenfors bruk med underlydande hemman i Tingsås socken av major Broomé för en köpesumma av 163 100 kr.[12] [13]
- I början av 1930-talet ägde Lessebo bruk herrgården med tillhörande skogar.[14]
- Furst Nicolas Barcley de Tolly Weymarn från Estland 1937-1959 med maka född Ingelsson ägare till herrgården. Stenfors fick strålglans och affärerna i Tingsryd började sälja gåslever. Kungligheter och skådespelare trakterades på herrgården av torparflickor i Stenfors som fick lära sig att duka och servera. Fursten hade tjänstgjort vid tsarens livgarde, och var trots sin börd en enkel man. Men förmögenheten sinade och det blev det konkurs i Stenfors.
- Stenfors Vårdhem 1959[15]-?

## Stenfors herrgård 1931
Stenfors var 1931 en herrgård i Kronobergs län, Tingsås kommun, som tillhörde Lessebo AB. Det omfattade Bräken nr 1, 1/2 mantal, och kallades Stenfors bruk. Herrgårdens areal var 421 har, därav 30,4 hektar åker, 360 hektar skog, taxeringsvärde å jordbruksfastigheten 120 200 kr, därav 50 700 jordbruksvärde och 69 500 skogsvärder ; kvarn och såg taxeringsvärde för annan fastighet 30 000 kr. Dessutom 1 lägenhet taxerad som annan fastighet 1 500 kr.

## Stenfors på 2000-talet
Kulturstigen visar landskapets spår av järnindustrin, dess försörjning från skogen och arbetarnas uppehälle på platsen med uppsatta informationsskyltar vid lämningarna. 2010 gjordes området där bruket låg till naturreservat som omfattar ett område runt Bräkneån.